# Rue de la Soif
 (mars 2023).
Si vous disposez d'ouvrages ou d'articles de référence ou si vous connaissez des sites web de qualité traitant du thème abordé ici, merci de compléter l'article en donnant les références utiles à sa vérifiabilité et en les liant à la section « Notes et références ».

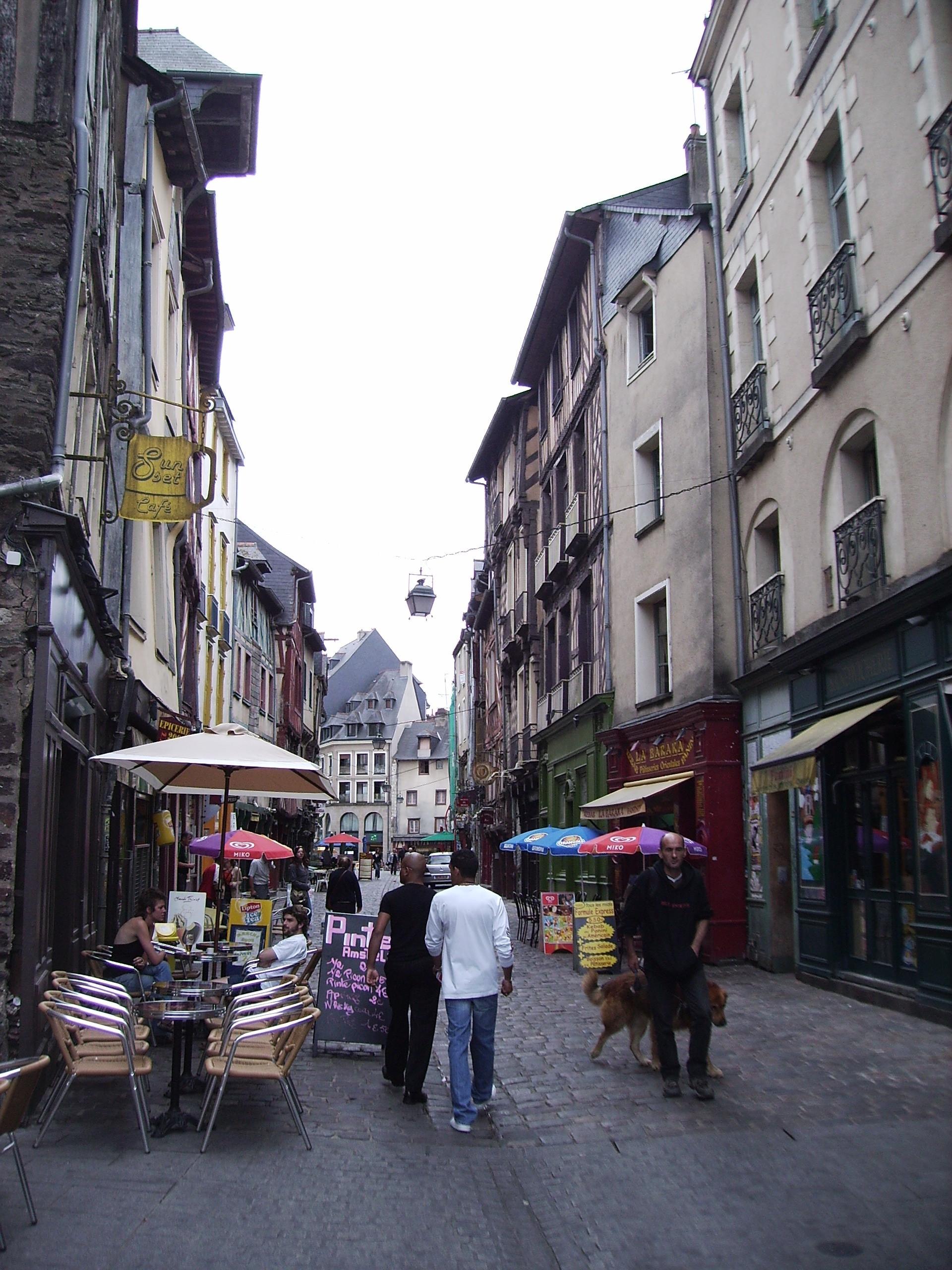
La rue Saint-Michel, « rue de la Soif » de Rennes.

En France, l'expression rue de la Soif est parfois employée pour désigner au sein d'une ville une rue caractérisée par un nombre important de bars et de lieux délivrant des boissons alcoolisées. Il ne s'agit donc pas d'un véritable odonyme mais d'une dénomination comprise par un groupe de personnes comme définition d'un lieu de rendez-vous par exemple. En étudiant la répartition des débits de boissons sur le territoire, à partir de la base Sirene, le journaliste de données Mathieu Garnier a établi en 2017 une cartographie des rues de la Soif, réalisée sous le titre de bistrographie,. Son classement distingue la rue Saint-Michel de Rennes, considérée comme la première rue de la Soif en densité de débits de boisson (13 débits, soit un bistrot tous les 7 mètres) et la rue de Bourgogne à Orléans, qui détient le record quantitatif, avec 24 bistrots,,.

## Liste
Plusieurs grandes villes françaises possèdent leur rue de la Soif. On peut citer (par ordre alphabétique) : 
- Aix-en-Provence avec la rue de la Verrerie ;
- Amiens avec le quartier Saint-Leu ;
- Angers avec la rue Saint-Laud ;
- Bordeaux avec la place de la Victoire ;
- Caen avec la rue Écuyère, le Port ;
- Canet avec la rue Cassanyes ;
- Cherbourg avec les rues de l'Union et de la Paix ;
- Clermont-Ferrand avec la place de la Victoire ;
- Dijon avec la rue Jean-Jacques-Rousseau et la rue Berbisey ;
- Dinan avec la rue de la Cordonnerie ;
- Dunkerque avec la rue Amiral Ronarc'h (où une fête de la rue de la Soif se tient tous les ans début juin) ;
- Fontainebleau avec la rue du Coq-Gris[6] ;
- La Rochelle avec la cour du Temple ;
- Le Mans avec la place de la Sirène ;
- Lille avec les rues Solférino et Masséna ;
- Limoges avec la rue Charles-Michels ;
- Lyon avec la place des Terreaux, la rue Mercière et la rue Sainte Catherine,
- Marseille avec le cours Julien, la rue Sainte, la rue Saint-Saëns[7],[8] ;
- Metz avec la rue Sainte-Marie[9] ;
- Montpellier avec la rue de Verdun ;
- Mont-de-Marsan avec la rue du 4 septembre durant les fêtes de la Madeleine[10] (la rue du Maréchal-Bosquet porte le nom de rue jaune et est considérée comme l'autre rue de la soif) ;
- Orléans avec la rue Bourgogne ;
- Paris avec les rues des Canettes, Guisarde et Princesse à Saint-Germain-des-Prés, la rue Mouffetard dans le Quartier Latin, la rue Oberkampf dans le quartier de La Folie-Méricourt ou encore la rue de Lappe à Bastille ;
- Poitiers avec la rue du Chaudron d'Or ;
- Rennes avec la rue Saint-Michel ;
- Saint-Étienne avec la rue des Martyrs-de-Vingré ;
- Saint-Malo avec la rue Jacques-Cartier ;
- Toulouse avec la place Saint-Pierre ;
- Tours avec la place Plumereau ;
- Villers-Cotterets avec la rue du Général-Leclerc.